# Ейми Фетцър
Ейми Фетцър (на английски: Amy J. Fetzer) е американска писателка на бестселъри в жанра любовен роман, исторически любовен роман и романтичен трилър.

## Биография и творчество
Ейми Фетцър е родена на 4 декември 1956 г. в Нова Англия, САЩ. Дъщеря на полковник от Военноморските сили на САЩ, в част от детството си тя израства в Исландия.
Съпругът ѝ Робърт служи във Военноморските сили на САЩ. Живеят на различни места според неговото назначение, като се местят на всеки три години – Северна и Южна Каролина, Япония, Филипините, Банкок, Хонг Конг, Гуам, и други държави. Ейми работи на най-различни работни места – като козметик, секретарка, служител по персонала, работник на бензиностанция, и дори модел. След раждането Ейми се посвещава на ролята си на съпруга и на отглеждането на синовете си – Харолд и Никълас.
Започва да пише романтика, след като един ден в Окинава, съседката ѝ, която чете само романси, ѝ дава да прочете няколко книги. Жанрът харесва на Ейми и тя се задълбочава в него докато не решава да си запълни времето не само с четене, но и с писане. Написва няколко страници и ги дава на съседката си за оценка. Тя ги харесва и я поощрява да продължи да чете и пише.
Ейми е самоук писател. Първият роман, който пише на ръка или на пишеща машина, ѝ отнема три години. В него тя включва всичко, което харесва от романсите. Той става много голям и е отхвърлен от 6 издателства, на които го предлага. Следващият си романс „Тес“ тя написва по-пестеливо и с влагане на вече натрупания опит. Изпраща го на конкурс за непуликувани писатели на романтична литература и достига до финала. Книгата не става фаворит, но печели вниманието на издателя и е публикувана през 1993 г.
След тази публикация Ейми използва цялото си свободно време извън задълженията към децата, за да се посвети на писателската си кариера. За своите романи тя използва опита си от „морската“ си кариера и пътуванията по света. В тях тя съчетава любовта си към приключения, интриги и романтика, за създаване на ярки герои, които оживяват на страниците на произведенията. Ейми смята, че „там са истинските герои и героини, чакащи тяхната история да бъде разказана.“
Постепенно писателката преминава от историческия романс към романтичния трилър, който и става любим. За своите произведения Ейми Фетцър е получила множество номинации и награди. През 2004 г. получава награда за цялостно творчество от списание „Romantic Times“.
Ейми Фетцър живее със семейството си в Лаурел Бей, Бофорт, Южна Каролина. Наслаждава се на тихия живот на пенсионерите и двамата със съпруга ѝ се опитват да се държат като цивилни. Обича да работи в градината и да се разхожда.

## Произведения

### Самостоятелни романи
- Тес, My Timeswept Heart (1993)
- Thunder in the Heart (1994)
- Lion Heart (1995)
- The Timeswept Rogue (1996)
- Anybody's Dad (1997)
- Dangerous Waters (1997) – номинация за исторически романс
- The Unlikely Bodyguard (1998)
- The Re-enlisted Groom (1998)
- Rebel Heart (1998) – медал за особени постижения
- Renegade Heart (2000) – номинация за исторически романс
- The Seal's Surprise Baby (2002)
- Awakening Beauty (2003)
- Undercover Marriage (2004)
- Tell It to the Marines (2004)
- Out of Uniform (2005)
- Secret Nights At Nine Oaks (2005)
- Perfect Weapon (2006) – награди на писателите на Колорадо и Ориндж Каунти за най-добър романтичен трилър
- Intimate Danger (2007)

### Серия „Ирландски романси“ (Irish Romances)
1. The Irish Princess (1999)
2. The Irish Enchantress (2001) – номинация за исторически романс
3. The Irish Knight (2002) – номинация за исторически романс

### Серия „Съпруги ООД“ (Wife, Inc.)
1. Wife for Hire (2000)
2. Taming The Beast (2001) – награда на „Romantic Times“ за най-добър романс
3. Having His Child (2001)
4. Single Father Seeks... (2002)

### Серия „Първия дракон“ (Dragon One)
1. Naked Truth (2005)
2. Hit Hard (2005)
3. Come as You Are (2007)
4. Fight Fire with Fire (2009)
5. Damage Control (2010)

### Съвместни серии с участието на други писатели

#### Серия „Булчинска оферта“ (Bridal Bid)
1. Going...Going...Wed! (1999)
от серията има още 2 романа от различни авторки

#### Серия „Бейби банк /Банка за сперма/“ (Baby Bank)
- Having His Child (2001)

от серията има още 9 романа от различни авторки

#### Серия „Свободни ергени“ (Bachelors at Large)
1. Under His Protection (2003)
от серията има още 3 романа от различни авторки

#### Серия „Силите на Атина“ (Athena Force)
2. Alias (2004)
от серията има още 28 романа от различни авторки